# Edinho (ur. 1955)
Edinho, właśc. Edino Nazareth Filho (ur. 5 czerwca 1955 w Rio de Janeiro) – brazylijski piłkarz występujący na pozycji obrońcy. Uczestnik mistrzostw świata 1978 (III miejsce), mistrzostw świata 1982 oraz mistrzostw świata 1986, 59-krotny reprezentant Brazylii. Po zakończeniu kariery piłkarskiej został trenerem.